# Аверн суз Ексм
Аверн суз Ексм (фр. Avernes-sous-Exmes) насеље је и општина у северној Француској у региону Доња Нормандија, у департману Орн која припада префектури Аржантан.
По подацима из 2011. године у општини је живело 76 становника, а густина насељености је износила 10,81 становника/km². Општина се простире на површини од 7,03 km². Налази се на средњој надморској висини од 270 метара (максималној 277 m, а минималној 129 m).

## Демографија
| 1962. | 1968. | 1975. | 1982. | 1990. | 1999. | 2011. |
| ----- | ----- | ----- | ----- | ----- | ----- | ----- |
| 104   | 115   | 91    | 68    | 68    | 76    | 76    |

График промене броја становника у току последњих година